# ゴールボール

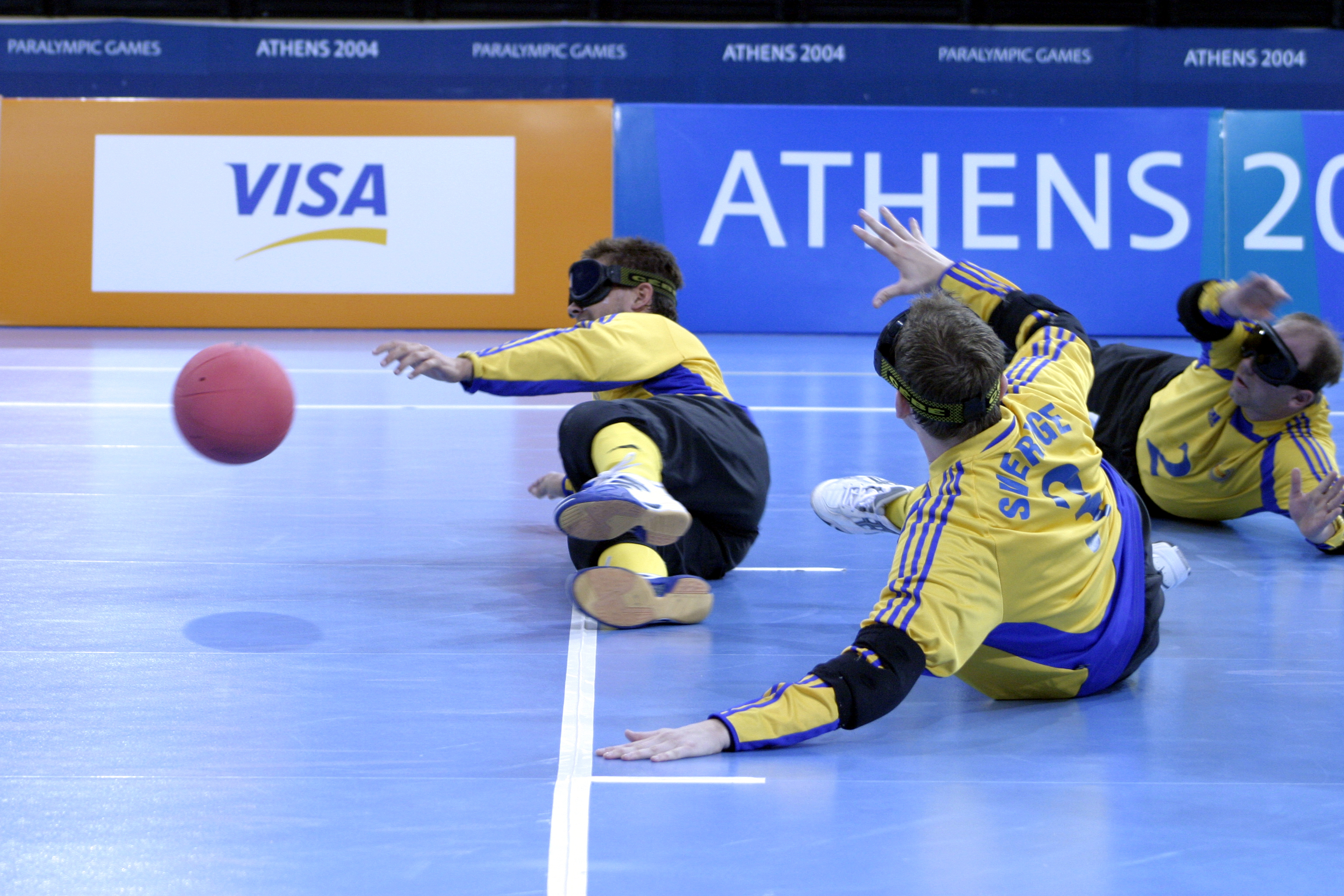
2004年アテネパラリンピックにおけるスウェーデンチーム

ゴールボール（英: Goalball）は、目隠しをしながら鈴の入ったボールを転がしてゴールに入れることで得点とする視覚障がい者の球技で、障がい者スポーツの1つ。第二次世界大戦で視覚障がいを負った傷痍軍人のリハビリテーションのために考案された。パラリンピックの正式種目となっている。
パラリンピックや国際視覚障害者スポーツ連盟公認の国際大会では視覚障がい者のみが出場できるが、選手がアイシェード（目隠し）をつけるという競技の特性から、晴眼者と視覚障がい者がともに出場できる大会も行われている。

## ルール

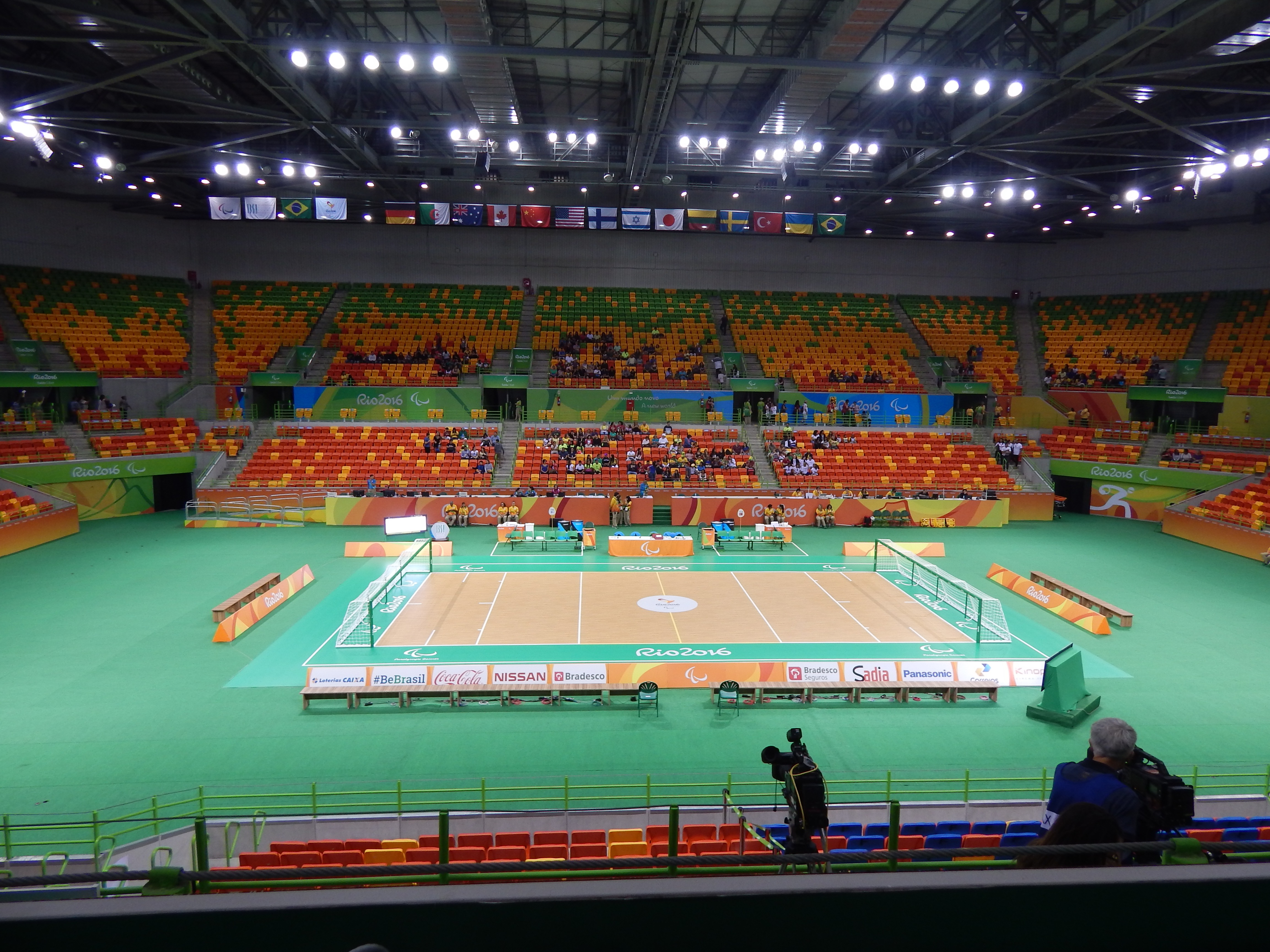
2016年リオデジャネイロパラリンピックにおけるゴールボールのコート

1チーム3名による対戦形式。前半12分、後半12分、ハーフタイム3分の計27分で1試合となる。鈴の入ったボールを転がすように投げ合い味方ゴールを守りながら、相手ゴールにボールを入れて得点を競う競技。ボールがゴールに入ると1点が入る。最後に得点の多い方が勝ちになる。選手全員が視野や視力といった障害の程度の差が出ないようにアイシェードをつけなければいけない。同点になった場合、延長となり、時間は前後半各3分、ゴールデンゴール形式で行う。しかし、延長戦でも決着がつかない場合は、エクストラスロー（サッカーのPK戦のようなもの）が行われる。

### 競技用具・服装
ジャージなどを着る。選手は全員、目の上にガーゼの眼帯をした上に黒く塗られたアイシェード（目隠し）を着け、中に鈴が入ったゴムボール（1.25 kg）の音を聞きながら競技する。試合中にアイシェードに触れる行為は反則となる。
ボール
ゴールボールは、バスケットボール（直径約24 cm・周囲約75.5 cm）とほぼ同じ大きさで、中は空洞になっている。だが、硬いゴムでできていて、重さはバスケットボールのほぼ2倍の1.25 kgある。ボールには、中に鈴が2個入っており、その音が聞こえるように上半球に4つ、下半球に4つと合計8か所の小さい穴が交互に空けられている。そのため、ボールには空気が入っておらず、弾みにくいボールになっている。
アイシェード
視力や視野などの障害の程度で差が出ないよう、すべての選手は黒く塗りつぶされたアイシェード（目隠し）を着用しなければならない。試合前や試合中もアイシェードがズレていないか、審判が厳しい確認をしている。スキー用ゴーグルを使う選手もいるが、ゴールボール用アイシェードを使用している選手もいる。スキー用ゴーグルを使用する場合は、ゴーグルを顔に当てたときにレンズや通気口の部分から光が見えないようテープ等でカバーすることが重要。
アイパッチ
アイシェードの下にはアイパッチを貼って徹底的に視覚をふさぐ。アイパッチは選手の顔に直接貼られる。
ユニフォーム
ユニフォームはサッカーやバレーボールなどのユニフォームを代用しても構わないが、表と裏の両方に最低20 cmの大きさの選手番号がはがれないように貼り付けられていることが必要。オフィシャルやスコアラーからも見えやすいように、選手番号は読みやすい色を選ぶ必要がある。
膝・肘・腰パッド
スポーツ用品店で購入できるパッドであれば問題はない。腰のパッドは必須ではないが、多くの選手はホッケーやサッカーのゴールキーパーパンツを好んで使用している。これらのパンツの使用は許可されているが、チームメンバー全員が同じ色とスタイルのものを使用しなければならない。

### 競技施設
競技は屋内で行われ、縦18 m×横9 mのバレーボールと同じ広さのコートを用いる。コートの両端に9 m幅、高さ1.3 mのサッカーゴールに似たゴールポストがある、コートのラインには紐が入れてあり触って確認できるようになっている。
音を頼りとするスポーツのため、ゴール直後等を除き、試合中の観客には静観が求められる。

## 歴史
1946年、オーストリアのハンツ・ローレンツェン（Hanz Lorenzen）とドイツのゼップ・ラインドレ（Sepp Reindle）が第二次世界大戦で目を損傷した傷痍軍人のリハビリテーションとして考案、視覚障害者のためのスポーツとして紹介したのが始まりとされる。1976年のトロントパラリンピックで公開種目となり、1978年にはオーストリアで第1回世界選手権大会が開催された。パラリンピックでは1980年のアーネム大会より正式種目となっている。欧州選手権は1983年に第1回大会が行われた。2006年のフェスピック、クアラルンプール大会でも実施種目の1つとなった。
日本では1982年、デンマークのクラウス・ボスが東京都立文京盲学校で紹介したのが最初であるが、本格的な普及は1992年、日本身体障害者スポーツ協会が競技規則を翻訳、これを受けて全国各地の障害者スポーツセンターで競技されるようになってからである。1994年、日本代表が北京フェスピックに初参加（4位）、同年、日本ゴールボール協会が発足した。日本は2004年のアテネパラリンピックで女子チームが銅メダルを獲得、2012年のロンドンパラリンピックでも女子チームが金メダルを獲得した。2021年開催の東京パラリンピックでは、女子チームが5大会連続で出場し銅メダルを獲得したほか、男子チームが初めて出場しベスト8まで至った。

## おもな競技会
パラリンピックの正式種目であるほか、国際視覚障害者スポーツ連盟（IBSA）が世界選手権やIBSAワールドゲームズを4年ごとに開催している。ヨーロッパでは欧州選手権、アジア太平洋地域ではアジアパシフィック選手権が行われている。日本では日本ゴールボール協会による日本ゴールボール選手権がある。